# Paula Paradzik
Paula Paradzik (* 3. April 2006) ist eine deutsche Basketballspielerin.

## Werdegang
Die Tochter des früheren Bundesligaspielers Zvonimir Paradzik erlernte das Basketballspiel wie ihr Vater in der Jugendabteilung des USC Freiburg. In der Saison 2019/20 erreichte sie in der U14-Regionalliga einen Punktemittelwert von 47,4 je Begegnung und erhielt zur Saison 2020/21 im Alter von 14 Jahren einen Platz im USC-Bundesligaaufgebot. 2022 gewann die 1,78 Meter große Flügelspielerin mit Freiburg die deutsche Meisterschaft.
Mit der deutschen Auswahl trat sie im Sommer 2022 bei der U16-EM an.